# اللغة الأرغوبية
لغة أرغوبية تنتشر في عدد من القرى شمال أديس أبابا وجنوب هرارة، ولكن هذه اللغة اندثرت لتغلب لغة اورمو الكوشية عليها. ترتبط هذه اللغة مع الأمهرية بروابط وثيقة.